# Морочко, Алексей Валерьевич
Алексей Валерьевич Морочко (16 декабря 1972) — советский и российский футболист, защитник.

## Биография
В 1989 году сыграл два матче в составе симферопольской «Таврии» — 2 мая в гостевом матче 1/64 Кубка СССР против «Ворсклы» (0:3) вышел на замену на 60-й минуте, 11 октября в гостевом матче первой лиги против «Торпедо» Кутаиси (0:3) отыграл весь матч. В сезоне 1992/93 играл за любительские украинские команды «Сурож» Судак и «Сириус» Жёлтые Воды. В сезоне 1993/94 в составе «Сириуса» стал победителем первенства переходной лиги. В 1994—1995 годах играл во второй российской лиге за «Спартак» / «Гекрис» Анапа. В 1996 году перешёл в клуб высшей лиги «Черноморец» Новороссийск, но из-за операции на мениске провёл только 13 игр в чемпионате. В 1997 году перешёл в «Динамо» Ставрополь и за полтора года сыграл в первенстве первого дивизиона 42 матча. Затем играл в клубах «Арсенал» Тула (1999) и «Шинник» Ярославль (2000). В апреле 2001 перешёл в клуб второго дивизиона «Металлург» Липецк. В следующем году вышел с командой в первый дивизион, стал капитаном. В 2005 году перешёл в «Содовик» Стерлитамак, с которым также вышел в первый дивизион, но в середине сезона-2006 вернулся в «Металлург», вылетевший обратно во второй дивизион. 16 сентября 2006 у Морочко и ещё двоих игроков команды — Евгения Шамрина и Дениса Жуковского — произошёл конфликт с главным тренером Станиславом Берниковым и его сыном Николаем на почве подозрений в договорных играх. В результате Морочко получил ранение резиновой пулей в руку, у него были сломаны челюсть и нос. Через год Берников был приговорён к штрафу в 40 тысяч рублей и был пожизненно дисквалифицирован (в октябре 2015 дисквалификация была снята). После этого инцидента Морочко завершил профессиональную карьеру.
Выступал в любительских командах Ставропольского края «Гигант» Сотниковское (2011), «Сигнал-КТГ» Изобильный (2012). В 2011 году стал чемпионом России среди ветеранов в составе ФК «Ставрополь».